# Турново
Ту́рново (рос. Турново, башк. Торна) — присілок у складі Караідельського району Башкортостану, Росія. Входить до складу Ургушівської сільської ради.
Населення — 77 осіб (2010; 103 у 2002).
Національний склад:
- татари — 80 %